# Colin McRae Rally 2005
Colin McRae Rally 2005 est un jeu vidéo de course de rallye développé et édité par Codemasters, sorti en 2004 sur PC (Windows, Mac OS), Xbox, PlayStation 2. Il fait partie de la série Colin McRae Rally.

## Système de jeu
Il existe 3 modes de jeu :
- Le mode "défi" qui permet de refaire n'importe quelle spéciale en mode contre la montre, ou de jouer en mode multijoueur
- Le mode "championnat" qui permet de faire une saison complète en 4 roues motrices. Après chaque rallye gagné, le joueur peut améliorer son véhicule en réussissant une sortie de "mini épreuve"
- Le mode "carrière" qui possède une trentaine d'épreuves plus ou moins longues, d'une série de 4 spéciales à un rallye de 18 spéciales

## Version Plus
Colin McRae Rally 2005 Plus est le nom du portage du jeu sur PlayStation Portable. Il a été développé par Six By Nine.

## Liste des voitures
Les voitures du jeu sont classées en 8 catégories :
4 roues motrices :
- Subaru Impreza WRX
- Ford Focus
- Citroën Xsara Rally Car
- Mitsubishi Lancer Evolution VIII
- Peugeot 206
- Audi A3 3.2 quattro
- Volkswagen Golf IV R32

2 roues motrices
- MG ZR
- Citroën Saxo Kit Car
- Volkswagen Polo Super 1600
- Toyota Celica GTS-S
- Ford Fiesta Rallye Concept

Groupe B :
- Audi Sport Quattro S1
- MG 6R4
- Peugeot 205 T16 Evo2
- Ford RS200

Propulsions :
- Lancia Stratos
- Lancia 037
- Ford Sierra Cosworth
- Alfa Romeo Alfetta GTV 2000 Turbodelta

Super 2 roues motrices :
- Alfa Romeo 147 GTA
- Renault Clio V6
- Volkswagen Golf V GTI

4X4 tout-terrain :
- Land Rover Freelander
- Mitsubishi Shogun Montero Evolution II
- Nissan Pickup Dakar 2004

Spécial :
- Volkswagen Beetle RSI
- Ford Escort MK1
- MG C Sebring Spécial
- Morris Mini Cooper S (1967)

Classique :
- Ford Escort RS Cosworth
- Lancia Delta Integrale
- Toyota Celica GT-Four
- Subaru Impreza 22B STI

## Portages sur téléphones mobiles
Colin McRae Rally 2005 a été porté sur téléphones dans une version 2D et une version N-Gage (parfois appelée Colin McRae Rally 2.0).